# Loch Ard
Le Loch Ard (Loch na h-Airde en gaélique écossais) est un loch d'eau douce situé dans le parc National des Trossachs et du Loch Lomond (district de Stirling, Écosse).

## Géographie
Mesurant environ 4 km de long sur 2 km de large, il est la source, à 33 mètres d'altitude, du fleuve Forth.